# Csorvás
Csorvás là một thành phố thuộc hạt Békés, Hungary. Thành phố này có diện tích 90,18 km², dân số năm 2010 là 5201 người, mật độ 58 người/km².